# Poecilanthrax zionensis
Poecilanthrax zionensis är en tvåvingeart som beskrevs av Johnson 1957. Poecilanthrax zionensis ingår i släktet Poecilanthrax och familjen svävflugor.
Artens utbredningsområde är Utah. Inga underarter finns listade i Catalogue of Life.